# Premio del Jurado al mejor guión
Il Premio del Jurado al mejor guión  (in spagnolo "Premio della giuria alla miglior sceneggiatura") è il premio alla miglior sceneggiatura assegnato nel corso del Festival internazionale del cinema di San Sebastián.

## Albo d'oro

### Anni 1990
- 1999: Rosalinde Deville e Michel Deville – La Maladie de Sachs

### Anni 2000
- 2000: Paz Alicia Garciadiego – La perdición de los hombres
- 2001: Philippe Harel, Benoît Poelvoorde e Olivier Dazat – Le Vélo de Ghislain Lambert
- 2002:
  - Adolfo Aristarain e Kathy Saavedra – Lugares comunes
  - Gennadij Ostrovskij – Ljubovnik
- 2003: Per Fly, Kim Leona, Mogens Rukov e Dorte Høgh – L'eredità (Arven)
- 2004: Guy Hibbert e Paul Greengrass – Omagh
- 2005: Wolfgang Kohlhaase – Un'estate sul balcone (Sommer vorm Balkon)
- 2006: Tom DiCillo – Delirious - Tutto è possibile (Delirious)
- 2007:
  - Gracia Querejeta e David Planell – Siete mesas de billar francés
  - John Sayles – Honeydripper
- 2008: Benoît Delépine e Gustave Kervern – Louise-Michel
- 2009: Andrews Bowell, Melissa Reeves, Patricia Cornelius e Christos Tsiolkas – Blessed

### Anni 2010
- 2010: Bent Hamer – Tornando a casa per Natale (Hjem til jul)
- 2011: Hirokazu Kore'eda – Kiseki
- 2012: François Ozon – Nella casa (Dans la maison)
- 2013: Bertrand Tavernier, Christophe Blain e Abel Lanzac – Quai d'Orsay
- 2014: Dennis Lehane – Chi è senza colpa  (The Drop)
- 2015: Arnaud e Jean-Marie Larrieu – Vingt et une nuits avec Pattie
- 2016: Isabel Peña e Rodrigo Sorogoyen – Che Dio ci perdoni (Que Dios nos perdone)
- 2017: Diego Lerman e Maria Meira – Una especie de familia
- 2018:
  - Paul Laverty – Yuli - Danza e libertà  (Yuli)
  - Louis Garrel e Jean-Claude Carrière – L'uomo fedele (L'Homme fidèle)
- 2019: Luiso Berdejo e Jose Mari Goenaga – La trincea infinita (La trinchera infinita)

### Anni 2020
- 2020: Dea K'ulumbegashvili e Rat'i Oneli – Beginning (Dasats'q'isi)
- 2021: Terence Davies – Benediction
- 2022: Chao Wang e Dong Yunzhou – Kong Xiu
- 2023: María Alché e Benjamín Naishtat – Puan
- 2024: François Ozon e Philippe Piazzo – Sotto le foglie (Quand vient l'automne)